# آنتونی مارتی
آنتونی مارتی (انگلیسی: Antoni Martí؛ زادهٔ ۳۰ ژوئیهٔ ۱۹۶۳ – درگذشتهٔ ۶ نوامبر ۲۰۲۳) سیاست‌مدار و معمار اهل آندورا بود. او از مه ۲۰۱۱ تا ۲۰۱۵ از حزب دموکرات آندورا به عنوان پنجمین نخست‌وزیر آندورا انتخاب شد و همچنین در سال ۲۰۱۵ نیز برای یک بار دیگر صلاحیت این پست را به دست گرفت.
او یک متخصص معمار است که در دانشگاه ملی معماری تولوز تحصیل کرده‌است.
آنتونی مارتی در ۶ نوامبر ۲۰۲۳، در سن ۶۰ سالگی بر اثر ایست قلبی درگذشت.